# ランヘル・ラベロ
ランヘル・ラベロ（Rangel Ravelo, 1992年4月24日 - ）は、キューバのハバナ出身のプロ野球選手（一塁手）。右投右打。愛称は「ラヴィ」。

## 経歴

### プロ入りとホワイトソックス傘下時代
2010年のMLBドラフト6巡目（全体188位）でシカゴ・ホワイトソックスから指名され、プロ入り。契約後、傘下のアパラチアンリーグのルーキー級ブリストル・ホワイトソックスでプロデビュー。48試合に出場して打率.254、1本塁打、21打点を記録した。
2011年はルーキー級ブリストルとA級カナポリス・インティミデイターズでプレーし、2球団合計で63試合に出場して打率.338、34打点、2盗塁を記録した。
2012年はA級カナポリスでプレーし、76試合に出場して打率.290、2本塁打、39打点、6盗塁を記録した。
2013年はA級カナポリスとA+級ウィンストン・セイラム・ダッシュでプレーし、2球団合計で101試合に出場して打率.299、4本塁打、62打点、5盗塁を記録した。
2014年はAA級バーミングハム・バロンズでプレーし、133試合に出場して打率.309、11本塁打、66打点、10盗塁を記録した。オフの11月20日にルール・ファイブ・ドラフトでの流出を防ぐために40人枠入りした。

### アスレチックス傘下時代
2014年12月9日にジェフ・サマージャ、マイケル・イノアとのトレードで、クリス・バシット、ジョシュ・フェグリー、マーカス・セミエンと共にオークランド・アスレチックスへ移籍した。

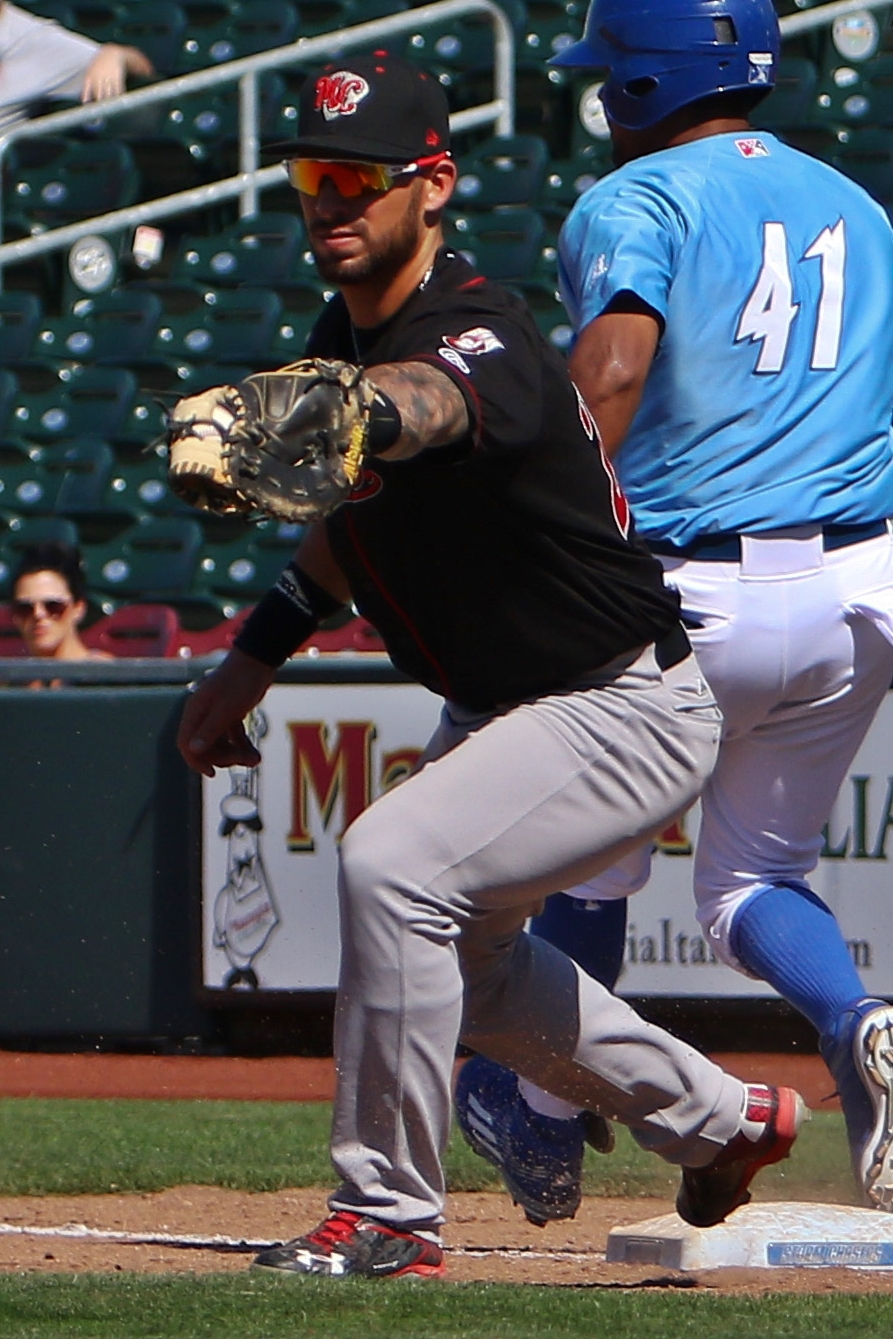
AAA級ナッシュビル・サウンズ時代
(2016年6月5日)

2015年はルーキー級アリゾナリーグ・アスレチックス、AA級ミッドランド・ロックハウンズ、AAA級バーミングハム・バロンズでプレーし、3球団合計で59試合に出場して打率.304、3本塁打、42打点、1盗塁を記録した。
2016年はAAA級ナッシュビルでプレーし、106試合に出場して打率.262、8本塁打、54打点、1盗塁を記録した。オフの11月30日にDFAとなり、12月2日にマイナー契約で再契約した。
2017年3月31日に自由契約となった。

### カージナルス時代
2017年4月7日にセントルイス・カージナルスとマイナー契約を結んだ。この年は傘下のAAA級メンフィス・レッドバーズでプレーし、89試合に出場して打率.314、8本塁打、41打点、1盗塁を記録した。

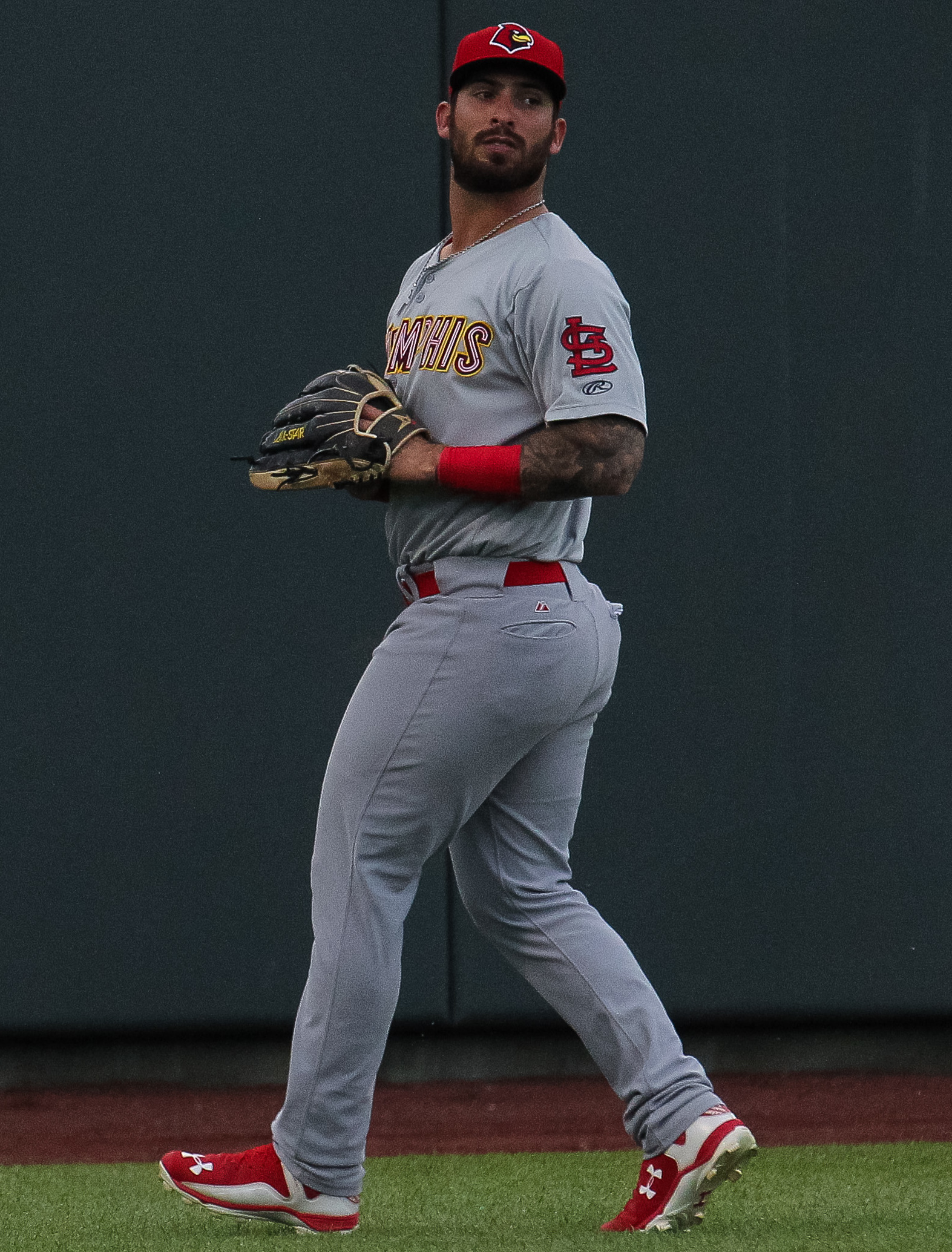
AAA級メンフィス・レッドバーズ時代（2017年）

2018年もAAA級メンフィスでプレーし、100試合に出場して打率.308、13本塁打、67打点を記録した。
2019年も開幕をAAA級メンフィスで迎えた。6月17日にメジャー契約を結んでアクティブ・ロースター入りした。同日のマイアミ・マーリンズ戦でメジャーデビュー。この年メジャーでは29試合に出場して打率.205、2本塁打、7打点を記録した。
2020年は13試合に出場して打率.171、1本塁打、6打点を記録した。オフの12月2日にノンテンダーFAとなった。

### ドジャース傘下時代
2021年1月9日にロサンゼルス・ドジャースとマイナー契約を結び、スプリングトレーニングに招待選手として参加することになった。5月のマイナーリーグ開幕後より傘下のAAA級オクラホマシティ・ドジャースに所属し、26試合出場で、打率.407、8本塁打、27打点を記録した。

### オリックス時代
2021年7月26日にNPBのオリックス・バファローズが単年契約の年俸3500万円（推定）で獲得したことを発表。背番号は42。7月28日に来日し、入国待機期間後の8月17日に一軍練習に合流。8月22日のウエスタン・リーグ中日ドラゴンズ戦で左手首に死球を受け、左尺骨遠位端骨折と診断された。その影響もありペナントレースでは10月21日、25日の2試合のみの出場に終わったが、CSでは全3試合にスタメン出場し、日本シリーズでは第1戦と第2戦にスタメン出場したため、ポストシーズンではペナントレースを上回る計5試合に出場した。
2022年は24試合の出場、打率.138、1本塁打という成績に終わり、オフの12月2日に自由契約公示された。

### パドレス傘下時代
2023年2月8日にサンディエゴ・パドレスとマイナー契約を結び、スプリングトレーニングに招待選手として参加することになった。この年は傘下のAAA級エルパソ・チワワズでプレーし、59試合に出場して打率.310、8本塁打、35打点を記録した。

### マリナーズ傘下時代
2023年11月27日にシアトル・マリナーズとマイナー契約を結んだが、2024年7月3日に放出された。

## 選手としての特徴・人物
広角に打ち分ける技術と長打力を誇り、勝負強さも持ち合わせる打者。
守備についてはオリックス入団会見で、「一塁が主だが、左翼も守れる。どのポジションでも必要とされるなら守る」と話している。
本塁打を打った際は、ベンチ前で右手でピースを作り、右肘と右膝をくっ付ける「ラベロハンドシェイク」と命名したポーズを決める。

## 詳細情報

### 年度別打撃成績
| 年 度    | 球 団      | 試 合 | 打 席 | 打 数 | 得 点 | 安 打 | 二 塁 打 | 三 塁 打 | 本 塁 打 | 塁 打 | 打 点 | 盗 塁 | 盗 塁 死 | 犠 打 | 犠 飛 | 四 球 | 敬 遠 | 死 球 | 三 振 | 併 殺 打 | 打 率 | 出 塁 率 | 長 打 率 | O P S |
| -------- | ---------- | ----- | ----- | ----- | ----- | ----- | -------- | -------- | -------- | ----- | ----- | ----- | -------- | ----- | ----- | ----- | ----- | ----- | ----- | -------- | ----- | -------- | -------- | ----- |
| 2019     | STL        | 29    | 43    | 39    | 4     | 8     | 2        | 0        | 2        | 16    | 7     | 0     | 0        | 0     | 1     | 3     | 0     | 0     | 12    | 1        | .205  | .256     | .410     | .666  |
| 2020     | STL        | 13    | 41    | 35    | 5     | 6     | 1        | 0        | 1        | 10    | 6     | 0     | 0        | 0     | 2     | 4     | 0     | 0     | 6     | 0        | .171  | .244     | .286     | .530  |
| 2021     | オリックス | 2     | 7     | 7     | 1     | 3     | 0        | 0        | 0        | 3     | 0     | 0     | 0        | 0     | 0     | 0     | 0     | 0     | 1     | 1        | .429  | .429     | .429     | .857  |
| 2022     | オリックス | 24    | 71    | 58    | 4     | 8     | 1        | 0        | 1        | 12    | 2     | 0     | 0        | 0     | 0     | 11    | 0     | 2     | 20    | 3        | .138  | .296     | .207     | .503  |
| MLB：2年 | MLB：2年   | 42    | 84    | 74    | 9     | 14    | 3        | 0        | 3        | 26    | 13    | 0     | 0        | 0     | 3     | 7     | 0     | 0     | 18    | 1        | .189  | .250     | .351     | .601  |
| NPB：2年 | NPB：2年   | 26    | 78    | 65    | 5     | 11    | 1        | 0        | 1        | 15    | 2     | 0     | 0        | 0     | 0     | 11    | 0     | 2     | 21    | 4        | .169  | .308     | .231     | .538  |

- 2022年度シーズン終了時

### 年度別守備成績
一塁守備
| 年 度 | 球 団      | 一塁（1B） | 一塁（1B） | 一塁（1B） | 一塁（1B） | 一塁（1B） | 一塁（1B） |
| 年 度 | 球 団      | 試 合      | 刺 殺      | 補 殺      | 失 策      | 併 殺      | 守 備 率   |
| ----- | ---------- | ---------- | ---------- | ---------- | ---------- | ---------- | ---------- |
| 2019  | STL        | 9          | 35         | 1          | 0          | 2          | 1.000      |
| 2020  | STL        | 3          | 16         | 1          | 0          | 2          | 1.000      |
| 2022  | オリックス | 10         | 72         | 5          | 1          | 2          | .987       |
| MLB   | MLB        | 12         | 51         | 2          | 0          | 4          | 1.000      |
| NPB   | NPB        | 10         | 72         | 5          | 1          | 2          | .987       |

外野守備
| 年 度 | 球 団      | 左翼（LF） | 左翼（LF） | 左翼（LF） | 左翼（LF） | 左翼（LF） | 左翼（LF） | 右翼（RF） | 右翼（RF） | 右翼（RF） | 右翼（RF） | 右翼（RF） | 右翼（RF） | 外野  | 外野  | 外野  | 外野  | 外野  | 外野     |
| 年 度 | 球 団      | 試 合      | 刺 殺      | 補 殺      | 失 策      | 併 殺      | 守 備 率   | 試 合      | 刺 殺      | 補 殺      | 失 策      | 併 殺      | 守 備 率   | 試 合 | 刺 殺 | 補 殺 | 失 策 | 併 殺 | 守 備 率 |
| ----- | ---------- | ---------- | ---------- | ---------- | ---------- | ---------- | ---------- | ---------- | ---------- | ---------- | ---------- | ---------- | ---------- | ----- | ----- | ----- | ----- | ----- | -------- |
| 2020  | STL        | 1          | 2          | 0          | 0          | 0          | 1.000      | 4          | 3          | 1          | 0          | 0          | 1.000      | -     | -     | -     | -     | -     | -        |
| 2020  | オリックス | -          | -          | -          | -          | -          | -          | -          | -          | -          | -          | -          | -          | 1     | 0     | 0     | 0     | 0     | ----     |
| MLB   | MLB        | 1          | 2          | 0          | 0          | 0          | 1.000      | 4          | 3          | 1          | 0          | 0          | 1.000      | -     | -     | -     | -     | -     | -        |
| NPB   | NPB        | -          | -          | -          | -          | -          | -          | -          | -          | -          | -          | -          | -          | 1     | 0     | 0     | 0     | 0     | ----     |

- 2022年度シーズン終了時

### 記録

#### NPB
初記録
- 初出場・初先発出場：2021年10月21日、対埼玉西武ライオンズ25回戦（京セラドーム大阪）、7番・指名打者で先発出場
- 初打席・初安打：同上、2回裏に今井達也から左前安打
- 初本塁打・初打点：2022年3月27日、対埼玉西武ライオンズ3回戦（ベルーナドーム）、3回表に渡辺勇太朗から左越2ラン

### 背番号
- 47（2019年 - 2020年）
- 42（2021年7月30日 - 2022年）